# باش-شیدی
باش-شیدی (به لاتین: Bash-Shidy) یک منطقهٔ مسکونی در روسیه است که در باشقیرستان واقع شده‌است.